# آرت گارفانکل
آرت گارفانکل (انگلیسی: Art Garfunkel؛ زاده ۵ نوامبر ۱۹۴۱) خواننده، ترانه سرا، آهنگساز و بازیگر آمریکایی است که از سال ۱۹۵۶ میلادی تاکنون مشغول فعالیت بوده‌است. او به همراه پل سایمون گروه سایمون و گارفانکل را تشکیل دادند.
همچنین از فیلم‌ها یا برنامه‌های تلویزیونی که وی در آن نقش آفرینی کرده است می‌توان به معرفت جسمانی، ریباند و هلنای مشت‌زن اشاره کرد.